# Szürketorkú asztrild
A szürketorkú asztrild (Pytilia afra) a madarak osztályának a verébalakúak (Passeriformes) rendjébe, ezen belül a díszpintyfélék (Estrildidae) családjába tartozó faj.
Hívták még „Bécsi asztrild”-nak is – hibásan. Wiener egy belga madárkereskedő volt. Ő importálta a fajt először.

## Előfordulása
Elsősorban Kelet-Afrikában, Kenya, Tanzánia, Zambia, Zimbabwe, Angola, Mozambik, Malawi, Uganda, Ruanda és Burundi területén honos.

## Megjelenése
Testhossza 11–12 centiméter. A hím homloka, arca, és a torok felső része skarlátvörös. A fejtető szürke színe a nyak hátsó részénél, a hát sárgás-olajzöld színébe megy át. A farkcsík és a felső farkfedők vörösek, a szárnyak és a szárnyfedő tollak barnák, narancssárga árnyalattal. A nyak oldala és a torok alsó része hamuszürke, alul sárgás olajbarna, sárgás keresztcsíkozással. A has közepe sárgás-fehér színű. A szem és a csőr piros, a felső csőrkáva töve sötétbarna. A láb hússzínű. Az áll és a torok felső része fehéres, szürke foltokkal. A torok alsó része szürke fehér keresztcsíkozással. A tojó színei mattabbak, mint a hímé. Fejéről hiányzik a piros szín.
A felső csőrkáva fekete.

## Életmódja
A tövises-bozótos, füves területeket és a világos erdőket kedveli.

## Szaporodása
Fészkét 1-3 méter magasan építi. Fészekalja 3-4 tojásból áll, amelyből a fiókák 12-13 nap alatt kelnek ki, és 3 hétig maradnak a fészekben. Szüleik még 2 hétig etetik őket. A fészekparazita Vidua obtusa gazdamadara.